# 保甲制度 (台湾総督府)
保甲制度（ほこうせいど）とは、日本統治時代の台湾において台湾総督府が定めた警察の補助機関であり、および行政機関の最末端組織となる組織を定めた制度である。漢民族系の本島人のみを対象とした。

## 概要
日本による台湾統治が始まると清朝統治時代から続いてきた制度は、ことごとく廃止あるいは変革されたが、この保甲制度のみは再組織の上統治上最も有効に活用された。すなわち元来は、住民の自治組織であった保甲制度を、台湾総督府は、警察官の指揮命令を受ける警察下部組織として、のちに行政補助機関として活用したのである。
1898年（明治31年）台湾総督府は、保甲条例を公布し、10戸で1「甲」、10甲で1「保」と規定した。役員として、甲には「甲長」を、保には「保正」が置かれた。州知事・庁長の認可のもとに、規約を定めることになっていた。保甲の経費は保甲員の負担とされ、その出役は無償だった。1903年（明治36年）には、全台湾で保の総数が4,815、甲の総数が41,660に上り、総督府の台湾住民に対する動員の徹底ぶりがうかがわれる。

## 業務
保甲の業務として以下のものが定められていた。
- 戸口調査
- 出入者の監視
- 自然災害・盗賊等に対する犯罪の警戒と捜査
- 保安林の保護
- 伝染病予防
- アヘンの防止その他地方の安寧保持上必要な事項等の保安警察事務
- 公共物（道路・橋など）の清掃や簡単な修繕
- 1909年（明治42年）より、法令その他行政官庁より発する命令の周知伝達や台湾歳入地方税その他の収入に関する書類伝達および督促業務が加わった[3]。

## とくに連座制について
保甲制度には、相互監視と犯罪防止のため連座制が採用されていた（刑罰は科料のみ）。上述の保甲事務につき家長はその家族の動静を監督し、各家長は相互に監視しあい、警戒しあっていた。保正甲長は保全体を監督し、責任賞罰を明らかにし、違反や職務怠慢あるときは単独または連座の制裁が課された。すなわち違反・職務怠慢の程度に応じて家長もしくは保甲全員が違反あるいは職務怠慢をした本人の責任に連座したのである。これは社会のコントロールに非常に大きな役割を果たした。（ただし、昭和期に入ってからの適用例はない。）

## 地方行政の協力機関として
台湾社会の安定に伴い、総督府はさらに保甲を地方行政の協力機関とし、「保甲連合会」を作り、「保甲書記」などの職を設け、地方の行政事務の執行を手助けさせた。その結果、日本語の普及、風俗の改善、迷信の打破、纏足の廃止などに大きな役割を果たした。

## 保甲制度と感染症対策
保甲の長である「保正」の職掌には、感染症にかかった患者の報告が定められ、年2回（春と秋）の清潔法も保甲を単位として実施された。また、この保甲制度を基礎に衛生行政を下支えするための組織として衛生組合が設立された。1901年6月には69を数える。このうち日本人の衛生組合の数は4、台湾人衛生組合の数は16、日本人・台湾人の合同によるものの数は49であった。衛生組合の設置は、台北よりも台南で進行している。台湾総督府は、ペスト対策を通じて衛生組合を組織化し、台湾人社会との関係を築いていった。

## 昭和時代の保甲制度
1943年（昭和18年）時点で保甲の総数は、保が6,074、甲が58,378にのぼるまで成長した。1945年（昭和20年）6月に「外地同胞処遇改善の方針」に基づき廃止された。